# Eric Shanteau
Eric Lee Shanteau (Snellville, 1 oktober 1983) is een Amerikaanse zwemmer die gespecialiseerd is in de schoolslag en de wisselslag. Hij vertegenwoordigde zijn vaderland op de Olympische Zomerspelen 2008 in Peking en op de Olympische Zomerspelen 2012 in Londen.

## Carrière
Tijdens de Amerikaanse trials voor de Olympische Zomerspelen van 2004 eindigde Shanteau derde op de 200 en 400 meter wisselslag achter Michael Phelps en Ryan Lochte, die beide disciplines domineerden, net niet goed genoeg voor een ticket. Shanteau nam in 2004 wel deel aan de WK kortebaan in Indianapolis, op dit toernooi sleepte hij de bronzen medaille in de wacht op de 400 meter wisselslag.
Op de Pan Pacific kampioenschappen zwemmen 2006 in Victoria won de Amerikaan de B-finale op de 200 meter schoolslag en eindigde zodoende als negende op die afstand, op de 200 meter vlinderslag en de 400 meter wisselslag strandde hij in de series. Tijdens de Wereldkampioenschappen zwemmen 2007 in Melbourne eindigde Shanteau als vijfde op de 200 meter schoolslag.
Shanteau concentreerde zich na de voor hem teleurstellend verlopen Olympische Trials in 2004 meer op de schoolslag en met succes, vier jaar later tijdens de trials voor de Olympische Spelen van 2008 pakte hij een ticket voor de 200 meter schoolslag.
Op 10 juli 2008, minder dan een maand voor de Spelen, maakte hij tijdens het trainingskamp van de Amerikaanse zwemploeg bekend dat hij teelbalkanker heeft. Hij wilde ondanks zijn ziekte toch deelnemen aan de Olympische Spelen en stelde daarom een operatie en behandeling uit. Shanteau zwom uiteindelijk ook op die Spelen, maar raakte niet verder dan de halve finales op de 200 meter schoolslag. Meteen na die Spelen werd Shanteau met succes geopereerd. Op 15 september 2008 werd hij kankervrij verklaard.

### 2009-heden
Op de Amerikaanse kampioenschappen en trials voor de wereldkampioenschappen zwemmen 2009 werd hij tweede op de 100 meter schoolslag en de 200 meter wisselslag. Op die laatste afstand zwom hij een nieuw persoonlijk record van 1.56,00 waarmee hij de derde zwemmer ooit werd op dat nummer, na Michael Phelps en Ryan Lochte. Bij diezelfde selectiewedstrijden zette Shanteau in de series een nieuw Amerikaans record op de 200 meter schoolslag neer: 2.08,43 en verbrak daarmee de tijd van zijn collega Longhorn Brendan Hansen. Dat het nog sneller kon bewees hij dan in de finale, waar hij 2.08,01 op de klok zette. Hij plaatste zich dan ook overtuigend voor de WK.
Op de wereldkampioenschappen startte Shanteau sterk, hij zette in de halve finales van de 100 meter schoolslag een nieuw Amerikaans record neer en plaatste zich als snelste voor de finale. Met een tijd van 58,96 werd hij de vierde man ooit onder de 59 seconden. In de finale zwom Shanteau vervolgens 58,98 maar werd hij met 0,04 seconden van het brons afgehouden door de Zuid-Afrikaan Cameron van der Burgh. Het tweede nummer waarin Shanteau de finale haalde was de 200 meter wisselslag. Hij presteerde sterk, pakte het brons en verbeterde z'n persoonlijk record tot 1.55,36. Het hoogtepunt voor Shanteau moest echter de 200 meter schoolslag worden, de afstand waarop hij Amerikaans recordhouder is. Shanteau ging als tweede de finale in en leek in een spannende race af te stevenen op het goud. Hij kwam echter slecht uit bij de finish en moest lang uitdrijven. Hij werd uiteindelijk met 0,01 seconde verslagen door de Hongaar Dániel Gyurta die verrassend de wereldtitel veroverde. Op de slotdag behaalde hij samen met Aaron Peirsol, Michael Phelps en Nathan Adrian de wereldtitel op de 4x100 meter wisselslag.
Tijdens de Pan Pacific kampioenschappen zwemmen 2010 in Irvine veroverde de Amerikaan de bronzen medaille op de 200 meter schoolslag, op de 100 meter schoolslag eindigde hij op de zesde plaats. In Dubai nam Shanteau deel aan de wereldkampioenschappen kortebaanzwemmen 2010, op dit toernooi eindigde hij als achtste op de 200 meter schoolslag.
Op de wereldkampioenschappen zwemmen 2011 in Shanghai eindigde de Amerikaan als vierde op de 200 meter schoolslag. Samen met David Plummer, Tyler McGill en Garrett Weber-Gale zwom hij in de series van de 4x100 meter wisselslag, in de finale legden Nick Thoman, Mark Gangloff, Michael Phelps en Nathan Adrian beslag op de wereldtitel. Voor zijn aandeel in de series werd Shanteau beloond met eveneens de gouden medaille.
Tijdens de Olympische Zomerspelen van 2012 in Londen werd Shanteau uitgeschakeld in de halve finales van de 100 meter schoolslag. Op de 4x100 meter wisselslag zwom hij samen met Nick Thoman, Tyler McGill en Cullen Jones in de series, in de finale veroverden Matt Grevers, Brendan Hansen, Michael Phelps en Nathan Adrian olympisch goud. Vanwege zijn deelname aan de series mocht ook Shanteau de gouden medaille in ontvangst nemen.

## Internationale toernooien
| Jaar | Olympische Spelen                                                       | WK langebaan                                                               | WK kortebaan       | PanPacs                                                         |
| ---- | ----------------------------------------------------------------------- | -------------------------------------------------------------------------- | ------------------ | --------------------------------------------------------------- |
| 2004 | geen deelname                                                           |                                                                            | 400m wisselslag    |                                                                 |
| 2005 |                                                                         | geen deelname                                                              |                    |                                                                 |
| 2006 |                                                                         |                                                                            | geen deelname      | 9e 200m schoolslag serie 200m vlinderslag serie 400m wisselslag |
| 2007 |                                                                         | 5e 200m schoolslag                                                         |                    |                                                                 |
| 2008 | 10e 200m schoolslag                                                     |                                                                            | geen deelname      |                                                                 |
| 2009 |                                                                         | 4e 100m schoolslag · 200m schoolslag · 200m wisselslag · 4x100m wisselslag |                    |                                                                 |
| 2010 |                                                                         |                                                                            | 8e 200m schoolslag | 6e 100m schoolslag · 200m schoolslag                            |
| 2011 |                                                                         | 4e 200m schoolslag · 4x100m wisselslag · Shanteau zwom enkel de series     |                    |                                                                 |
| 2012 | 11e 100m schoolslag · 4x100m wisselslag · Shanteau zwom enkel de series |                                                                            | geen deelname      |                                                                 |

## Persoonlijke records
(bijgewerkt t.e.m. 17 december 2010)

### Kortebaan
| Afstand         | Tijd    | Datum            | Plaats       |
| --------------- | ------- | ---------------- | ------------ |
| 100m schoolslag | 59,65   | 17 december 2011 | Atlanta      |
| 200m schoolslag | 2.05,84 | 17 december 2010 | Dubai        |
| 200m wisselslag | 1.55,94 | 25 maart 2004    | New York     |
| 400m wisselslag | 4.08,94 | 8 oktober 2004   | Indianapolis |

### Langebaan
| Afstand         | Tijd    | Datum           | Plaats |
| --------------- | ------- | --------------- | ------ |
| 100m schoolslag | 58,96   | 26 juli 2009    | Rome   |
| 200m schoolslag | 2.07,42 | 30 juli 2009    | Rome   |
| 200m wisselslag | 1.55,36 | 30 juli 2009    | Rome   |
| 400m wisselslag | 4.14,33 | 1 augustus 2006 | Irvine |